# جووانی اینورنیتزی
جووانی اینورنیتسی (به ایتالیایی: Giovanni Invernizzi) بازیکن فوتبال اهل ایتالیا است 

## تیم ملی
از سال ۱۹۵۸ میلادی عضو تیم ملی فوتبال ایتالیا بوده و در ۱ بازی ملی حضور داشته‌است. او در بازی‌های ملی‌اش گلی به ثمر نرساند.
اینورنیتسی آخرین بازی ملی خود را در سال ۱۹۵۸ میلادی انجام داد.